# Garaçevë
Garaçevë / Goračevo (cyr. Горачево) – wieś w Kosowie, w regionie Prizren, w gminie Malishevë/Mališevo. W 2011 roku liczyła 115 mieszkańców. 